# بيرناردين فلين
بيرناردين فلين (بالإنجليزية: Bernardine Flynn)‏ هي ممثلة أمريكية، ولدت في 2 يناير 1904 في ماديسون في الولايات المتحدة، وتوفيت في 20 مارس 1977 في كلاي سيتي في الولايات المتحدة.

## وصلات خارجية
- بيرناردين فلين على موقع IMDb (الإنجليزية)
- بيرناردين فلين على موقع قاعدة بيانات الفيلم (الإنجليزية)